# مراد إينوياتوف
مراد إينوياتوف مواليد 13 نوفمبر 1984 في طشقند، الجمهورية الأوزبكية السوفيتية الاشتراكية، هو لاعب كرة مضرب أوزبكستاني يلعب باليد اليمنى. أعلى تصنيف له في الفردي كان المركز الـ 437 في سنة 2009. أعلى تصنيف له في الزوجي كان المركز الـ 172 في سنة 2006.

## روابط خارجية
- مراد إينوياتوف على موقع رابطة محترفي التنس (الإنجليزية)
- مراد إينوياتوف على موقع الاتحاد الدولي لكرة المضرب (الإنجليزية)
- مراد إينوياتوف على موقع كأس ديفيز (الإنجليزية)
- مراد إينوياتوف على موقع خلاصة التنس.كوم (الإنجليزية)